# Persons Unknown
Persons Unknown es una serie de televisión estadounidense producida por Fox Television Studios y creada por Christopher McQuarrie para NBC. 
Su emisión comenzó el 7 de junio de 2010 con una duración aproximada de 40 minutos cada episodio. La primera temporada consta de 13 episodios.

## Sinopsis
Un grupo de desconocidos despiertan en la habitación de un hotel, en un pueblo desierto sin tener ni idea de cómo llegaron allí. Las cámaras de seguridad observan todos sus movimientos, echando por tierra sus intentos de escapar. Ante problemas físicos, emocionales y psicológicos, los rehenes deben confiar en los demás para sobrevivir. Mientras tanto, un periodista de investigación ha comenzado a investigar el paradero de las personas desaparecidas.

## Reparto
- Jason Wiles como Joe.
- Daisy Betts como Janet.
- Alan Ruck como Charlie.
- Lola Glaudini como Kat.
- Chadwick Boseman como Sargento McNair.
- Gerald Kyd como Renbe.
- Kate Lang Johnson como Tori.
- Tina Holmes como Moira.
- Alan Smyth como Liam Ulrich.
- Lee Purcell como Eleanor Sullivan.
- Sean O'Bryan como Blackham.
- Reggie Lee como Tom.
- Kandyse McClure como Erica.
- Victor Alfieri como Stefano D'Angelo.
- Carlos Lacamara como Detective Gomez.